# Зосимова кондика
Зосимовата кондика или Кондиката (кодексът) на Сисанийската и Сятищка митрополия (на гръцки: Κώδικας Ζωσιµά, Κώδικας της Μητροπόλεως Σισανίου και Σιατίστης, катаревуса: Κώδιξ της Μητροπόλεως Σισανίου και Σιατίστης) е църковна летописна книга от XVI – XX век, даваща ценни данни за Югозападна Македония.

## История
Кондиката обхваща годините от края на XVII до началото на XVIII век. Кондиката е на Сисанийската и Сятищка митрополия е известна още и като Зосимова кондика, защото по-голямата част от документите, които съдържа, принадлежат към времето, когато архиепископ Зосим II е митрополит в Сятища, тоест от 1686 до 1746 година. Оригиналът на кодекса е ръкопис, който се съхранява в архивите на Сятищката митрополия. Той е публикуван два пъти, веднъж от филолога Михаил Калиндерис в поредицата издания на Обществото за македонски изследвания (Македонска библиотека № 42), а другият от Николаос Пантазопулос и Деспина Цурка-Папастати в поредицата „Правни поствизантийски паметници“ (№ 1). И двете издания излизат в Солун в 1974 година.

## Описание
Ръкописът има 150 страници в голям формат, с размери 41,5 х 28,50 cm. Той е запазен в сравнително добро състояние. Няколко страници липсват или са частично скъсани, но повечето документи, записани в кодекса, са четливи и разбираеми. Кодексът в сегашния си вид започва с кратко въведение, в което преписвачът посочва мястото и часа на придобиването му: „1694, 24 януари, в Сятища“ (1694, Ιανουαρίου 24, εν Σιατίστη), хвали се за придобиването на ръкописа: „приели сме това в ръцете си като скрито притежание“ (επείπερ τουτονί ανά χείρας ελάβοµεν ως κρείττονα κτήσιν) и пояснява, че някои по-стари актове също са били преписани в новата придобивка, така че отсега нататък те да могат да бъдат намерени. Документите, включени в кодекса, започват от 1686 година и продължават на равни интервали до 1744 година, тоест докато Зосим все още е епископ в Сятища, две години преди смъртта му. През този период Зосим е избиран няколко пъти за охридски архиепископ (1695 – 1699, 1707 – 1708 и 1708 – 1709), но през тези периоди той продължава да управлява и Сисанийската и Сятищка митлополия и да се подписва със зелено мастило, както традиционно са се подписвали охридските архиепископи, и да използва титлата „патриарх“, защото според византийската традиция позицията на архиепископите на Охрид и Кипър е много висока в църковната йерархия и те следват петимата патриарси. В кодекса има 102 документа, докато митрополит е Зосим. След смъртта му записите стават много оскъдни. За целия период от 1746 до 1845 година в кодекса има само 14 документални записа.
Документите, включени в кодекса, като правило не са оригинали, а копия на оригинални актове, които са в ръцете на заинтересованите страни. В няколко от тях изрично е посочено, че те са „еквиваленти“, тоест копия. Преписването им в кодекса и потвърждаването им с ръкописния подпис на владиката обаче е давало валидност на решенията и вечна сигурност на техните права. Ето защо заинтересованите страни са били склонни да плащат по пет сребърни монети на Митрополията за всеки запис.
Преписвачите са много, което е видно от правописа и/или синтаксиса на всеки текст. Деспина Папастати идентифицира 23 различни почерка и следователно 23 преписвачи в целия кодекс. Някои от тях са внимателни и пишат правилно, докато други са по-разхвърляни. Правописните и граматическите грешки е възможно да са и от оригиналните документи.
Документите, включени в кодекса при Зосим, са много разнообразни – завещания, отчети за дейността, разпределение на имущество, назначаване на попечители, разводи, прекратяване на бизнес партньорства, продажби, дарения, погасяване на дългове, разрешаване на наследствени проблеми, връщане на зестри, осиновявания, разводи и дори е записан документ за детрониране на свещеник.
В следващия период, през годините на Зосимовите наследници, съдържанието на документите е различно. В този раздел на кодекса са включени документи, отнасящи се до историческите събития и областта на юрисдикция на митрополията, както и въпроси, свързани със Сятищката община или съседните манастири и съседните села. Включен е и превод на гръцки език на султански указ от 1838 година, който се отнася до християнските поданици на султана. Това е времето, в което започват първите усилия за Танзимата, реорганизацията и модернизацията на Османската държава.